# Quadricrura
Quadricrura är ett släkte av svampar. Quadricrura ingår i familjen Tetraplosphaeriaceae, ordningen Pleosporales, klassen Dothideomycetes, divisionen sporsäcksvampar och riket svampar.
|             | Tetraplosphaeria |
|             | |
|             | Triplosphaeria |
|             | |
|             | Polyplosphaeria |
|             | |
|             | Pseudotetraploa |
|             | |
| Quadricrura | \| \| Quadricrura bicornis \| \| \| \| \| \| Quadricrura septentrionalis \| \| \| \| \| \| Quadricrura meridionalis \| \| \| \| |
|             | \| \| Quadricrura bicornis \| \| \| \| \| \| Quadricrura septentrionalis \| \| \| \| \| \| Quadricrura meridionalis \| \| \| \| |
|             | Quadricrura bicornis |
|             | |
|             | Quadricrura septentrionalis |
|             | |
|             | Quadricrura meridionalis |
|             | |

|  | Quadricrura bicornis        |
|  |                             |
|  | Quadricrura septentrionalis |
|  |                             |
|  | Quadricrura meridionalis    |
|  |                             |